# Alive & Pickin'
| Recensione              | Giudizio |
| ----------------------- | -------- |
| AllMusic                |          |
| Dizionario del Pop-Rock | [ 2 ]    |

Alive & Pickin' è un album dal vivo di Doug Kershaw, pubblicato dalla casa discografica Warner Bros. Records nell'aprile del 1975.

## Tracce

### LP
Lato A
1. Introduction / Diggy Liggy Lo – 2:39 (Joseph Delton Miller)
2. Battle of New Orleans – 3:44 (Jimmy Driftwood)
3. Medley – 6:56
4. Natural Man – 3:16 (Doug Kershaw)
5. Alive & Pickin' – 2:42 (Doug Kershaw)

Lato B
1. Cajun Joe (The Bully of the Bayou) – 3:27 (Rusty Kershaw, Doug Kershaw)
2. Tha Cajun Stripper – 3:29 (Rusty Kershaw, Doug Kershaw)
3. Dixie Creole – 3:57 (Doug Kershaw)
4. Louisiana Man – 4:49 (Doug Kershaw)
5. Uncle Pen – 4:24 (Bill Monroe)

## Musicisti
- Doug Kershaw - voce, fiddle, accordion
- Rafe Van Hoy - chitarra
- Max Schwennsen - chitarra, accompagnamento vocale-coro, annunciatore
- Bobbe Seymour - chitarra steel
- Willie Rainsford - pianoforte
- Bill Carter - basso
- Mike Leech - basso
- Eric Anderson - batteria
- Eddy Anderson - batteria
- Sonny Throckmorton - accompagnamento vocale-coro
- Sharie Kramer - accompagnamento vocale-coro
- Robin Conant - annunciatore

Note aggiuntive
- Buddy Killen - produttore
- Registrato dal vivo al Great South East Music Hall di Atlanta, Georgia (Stati Uniti)
- Ernie Winfrey - ingegnere delle registrazioni
- Ed Caraell - art direction e fotografie copertina album
- David Larkham & Friends - design copertina album[4]

## Classifica
Album
| Anno | Classifica         | Posizione raggiunta |
| ---- | ------------------ | ------------------- |
| 1975 | Top Country Albums | 32                  |